# Онал, Башар
Башар Онал (тур. Başar Önal; род. 6 июля 2004, Дутинхем, Гелдерланд) — турецкий футболист, вингер клуба НЕК.

## Клубная карьера
Онал — воспитанник клубов «ДЗС 68» и «Де Графсхап». 18 марта 2022 года в матче против «МВВ Маастрихт» он дебютировал в Эрстедивизи в составе последнего. 22 апреля в поединке против «Хелмонд Спорт» Башар забил свой первый гол за «Де Графсхап». Летом 2024 года Онал подписал контракт на четыре года с клубом НЕК.